# Железный человек (фильм, 1931)
«Железный человек» (англ. Iron Man) — классический американский художественный фильм 1931 года режиссёра Тода Браунинга, драма. «Железный человек» — один из первых фильмов посвященных боксу.

## Сюжет
После того, как «Малыш Мэйсон» проиграл боксёрский поединок, его жена Роуз уходит от него. Чтобы отвлечься от переживаний по поводу разрыва, Мэйсон начинает усиленно тренироваться и вновь выигрывает поединки. После этого Роуз возвращается к нему, хотя Джордж Риган (менеджер боксёра) выступает против их отношений. В конце концов Роуз уговаривает своего мужа уволить Ригана и заменить его Полом Льюисом. Несмотря на то, что последний не имеет профессионального опыта, Мэйсон нанимает его, не догадываясь о том, что Льюис является тайным любовником его жены. Опрометчивость при выборе персонала, а также пренебрежение тренировками ставит под сомнение шансы на успех «Малыша Мэйсона» в последнем его бою за защиту титула.

## В ролях
- Лью Эйрс — Кид Мэйсон
- Роберт Армстронг — Джордж Риган
- Джин Харлоу — Роуз Мейсон
- Джон Мильян — Пол Льюис
- Эдвард Диллон — Джефф
- Майк Донлин — МакНил
- Морри Кохан — Рэттлер О’Киф
- Мэри Доран — девчонка
- Милдред Ван Дорн — Глэдис ДеВер
- Нед Спаркс — Райли
- Сэмми Блум — Мандель

В титрах не указаны
- Хейни Конклин — боксёр
- Том Кеннеди — бармен